# Peilin Chou
Pour les articles homonymes, voir Chou.
Peilin Chou, née en 1971 à Walnut Creek (États-Unis), est une productrice de cinéma américaine.

## Biographie
Peilin Chou grandit à Walnut Creek, en Californie. Elle a des racines asiatiques et s'intéresse au cinéma dès son plus jeune âge et étudie la communication à l'Université de Californie à Los Angeles. Elle vient à la télévision grâce aux stages faisant partie de ses études. Son premier emploi l'amène à CNN News, puis à une agence de relations publiques, et enfin chez Warner Bros., où elle travaille sur l'émission Corky, un adolescent pas comme les autres (All Okay, Corky?).
Après ses études, elle travaille pour Disney et Disney Animation où elle travaille sur Mulan. Elle rejoint ensuite divers employeurs, dont le réseau de télévision éphémère de Comcast, AZN Television, qui se concentre sur le marché américain d'origine asiatique mais n'existe que pendant un an. Elle travaille également pour Pearl Studio sur Abominable (2019) de DreamWorks, un projet qui lui tient à cœur car elle est passionnée par le fait de raconter des histoires sur les peuples asiatiques,.
En 2020, elle produit le film Voyage vers la Lune (The Coloured Side of the Moon) pour Netflix et reçoit une nomination aux Oscars pour ce film,.

## Récompenses et distinctions
- (en) Peilin Chou: Awards, sur l'Internet Movie Database